# Xixiaowang-Stätte
Die Xixiaowang-Stätte (chinesisch 西小旺遗址, Pinyin Xīxiǎowàng yízhǐ) ist eine archäologische Stätte aus der Shang- und Zhjou-Zeit im Dorf Xixiaowang von Sanhe, Langfang, in der chinesischen Provinz Hebei. Die Stätte steht seit 1982 auf der Denkmalsliste der Provinz Hebei.